# Дей (титул)
Дей (араб. داي‎, от турецкого почётного титула dayı, буквально означающего «дядя») — титул, данный правителям Алжира, Триполи и Туниса во время владыдчества там Османской империи с 1671 года. Двадцать девять деев занимали должности с момента основания бейликата в Алжире до его французского завоевания в 1830 году.
Дей избирался местными гражданскими, военными и религиозными лидерами для пожизненного правления и правил с высокой степенью автономии от османского султана. Основными источниками его доходов были налоги с крестьян, религиозных налогов с иноверцев и дани с европейцев за «защиту от пиратов», а также выплаты, производимые пиратами, охотившимися на средиземноморские суда. В европейской части Османской империи, особенно в период её упадка, предводители янычарских и ямакских корпусов, объявленных вне закона, иногда приобретали титул дахи или дахия, производного от слова дей. 
Дею помогали в управлении командующий армией и флотом, управляющий судоходством, генеральный казначей и сборщик дани.
Владения дея в Алжире были разделены на три провинции (Константина, Титтери и Маскара), каждой из которых управлял назначенный им бей (باي). 
Правление деев в Алжире подошло к концу 5 июля 1830 года, когда Хусейн III (1765–1838 годы) сдался вторгшимся французским войскам. 
Последний дей в Триполи был убит Ахмедом Караманли, основавшим в 1711 году одноименную династию Караманли.